# Phytomyptera longicornis
Phytomyptera longicornis är en tvåvingeart som först beskrevs av Daniel William Coquillett 1902.  Phytomyptera longicornis ingår i släktet Phytomyptera och familjen parasitflugor. Inga underarter finns listade i Catalogue of Life.